# 日本ボディーガード協会
日本ボディーガード協会（英名：JAPAN Bodyguard Association、略称：JBA）は、日本で唯一、国内に本拠地を置くボディーガード団体であり、国内初の総合安全保障訓練機関としてボディーガード、警備、タクティカル、防犯、情報、危機管理、護身術等についての訓練・教育を行う団体である。

## 概要
2010年（平成22年）4月 設立。
2011年（平成23年）2月 総合安全保障トレーニング部門としてJAPAN Security Training Groupを設置。
本部を栃木県宇都宮市インターパーク3-11-2に置き、岡山県に西日本支部、福岡県に九州支部を設立している。

## 活動・目的
国際レベルの日本人ボディーガードの育成と危機管理や安全保障についての研究を行い、日本の安全保障やセキュリティの向上に貢献する事を目的としている。
- 国内外のボーディーガードネットワークの確立
- 国内ボディーガード業界の信頼と技術の向上
- ボディーガードライセンスの確立
- 定期的なセミナー・講習会の開催
- 社会的信頼を得た国際レベルのボディーガードの育成
- 危機管理や安全保障についての研究・開発・向上
- 安全保障に関わる講習会・訓練の開催
- 日本式警護術の確立、更新、普及